# Beli
Beli (olaszul: Caisole) falu Horvátországban Tengermellék-Hegyvidék megyében. Közigazgatásilag Creshez tartozik.

## Fekvése
Cres szigetének északi, Tramuntanának nevezett részén, Cres városától 17 km-re északra, a sziget keteli partján egy 113 méteres magaslaton, tengertől légvonalban mintegy 200 méterre fekszik. A település alatt található a szelektől jól védett kis kikötője „Luka Beli”. Beli mai kinézete a középkori sűrű, kanyargós utcahálózatot tükrözi. Központjában a legmagasabb ponton az esővizet összegyűjtő közös ciszternával, kétszintes házakkal és szakrális épületekkel körülvéve. Itt található a plébániatemplom messze kiemelkedő harangtornya a hozzáépíttetett loggiával és a Szűz Mária kápolnával. Központi tere a Pricerkva tér, kőből fargott ülőhelyeivel, ahol ma is a társasági élet java része zajlik. A település képe végső formáját a 18. és 19. században nyerte el, amikor az egykori védőfalakhoz alacsonyabb lakóházak épültek.A lakóházak közül kiemelkedik néhány igényesebben kivitelezett épület. Máig fennmaradt egy olajprés is.

## Története
Azon tengerparti magaslaton, ahol mai Beli fekszik már mintegy négyezer éve élnek emberek. A sziget több magaslatához hasonlóan ezen a dombon is egy történelem előtti erődített település maradványait találták meg. Beli első ismert lakói az illírek voltak, akiknek nyomai az egész Tramuntana területén megtalálhatók. A település legdicsőbb korszakát a római uralom alatt élte, akik az 1. században foglalták el a szigetet. Itt építették fel a keleti part egyik legjelentősebb erődjét, amely a Cres és Krk szigete közötti kereskedelmi hajóforgalmat ellenőrizte. Beli ekkori neve „Caput Insulae” (a sziget feje) volt. Caput Insulae a Római Birodalmon belül széles körű önállósággal rendelkezett. A pici település magyar vonatkozású emléket őriz, mely még az Árpád-korra nyúlik vissza. A legenda szerint a tatárjáráskor IV. Béla királyunk ide menekült. A helybéliek annyira megszerették, hogy róla nevezték el a falucskát is. A faluban máig őrzik IV. Béla kőfalba faragott arcszobrát. A középkorban a helyiek várat építettek ide, mely a káptalan és önálló közösség székhelye volt és amelyhez a sziget egész északi része egészen a 15. század végéig hozzátartozott. Ezt a nagyfokú önállóságot a velenceiek szüntették meg. A velencei uralom a 18. század végén a köztársaság megszűnésével ért véget. Ezután rövid francia uralom következett. A sziget többi részével együtt 1822-től osztrák uralom alatt állt, majd 1867 és 1918 között az Osztrák-Magyar Monarchia része volt. 1857-ben 580, 1910-ben 444 lakosa volt. Az Osztrák-Magyar Monarchia bukását rövid olasz uralom követte, majd a település a Szerb–Horvát–Szlovén Királyság része lett. A második világháború idején olasz csapatok szállták meg. A háborút követően újra Jugoszláviához került. 1991-ben az önálló horvát állam része lett. 2011-ben 45 lakosa volt.

## Lakosság
| Lakosság változása | Lakosság változása | Lakosság változása | Lakosság változása | Lakosság változása | Lakosság változása | Lakosság változása | Lakosság változása | Lakosság változása | Lakosság változása | Lakosság változása | Lakosság változása | Lakosság változása | Lakosság változása | Lakosság változása | Lakosság változása |
| ------------------ | ------------------ | ------------------ | ------------------ | ------------------ | ------------------ | ------------------ | ------------------ | ------------------ | ------------------ | ------------------ | ------------------ | ------------------ | ------------------ | ------------------ | ------------------ |
| 1857               | 1869               | 1880               | 1890               | 1900               | 1910               | 1921               | 1931               | 1948               | 1953               | 1961               | 1971               | 1981               | 1991               | 2001               | 2011               |
| 580                | 583                | 348                | 413                | 432                | 444                | 827                | 873                | 357                | 190                | 107                | 81                 | 66                 | 38                 | 35                 | 45                 |

## Nevezetességei
- A Mária Bemutatása (Očišćenja Blažene Djevice Marije) tiszteletére szentelt plébániatemploma[6] középkori eredetű, román stílusú harangtoronnyal. A 18. és a 19. században átépítették. A belsejében található Szent Antal szobrot olajfából faragták. Két glagolita feliratos faragott sírkőlap is látható itt. Az egyik egy klerikusé 1639-ből, a másik egy földművesé, melybe belefaragták munkaeszközeit is.[2]
- Szűz Mária tiszteletére szentelt román stílusú kápolnája[7] 1729-ben épült, melynek legfőbb értékeit egy 13. és egy 14. századi, rézből készített körmeneti keresztet a sekrestyében őrzik.[2]
- A temetőben álló gótikus Szent Antal kápolnája[8] a 15. századból származik. A falu területén még nem kevesebb mint kilenc egykori templom és kápolna romjai találhatók meg, melyek Szent Fábián, Szent János, Szent György, Szent Kvirin, Szent Márton, Szent Márta, Szent Mór, Szent Simon és Szent Mihály tiszteletére voltak szentelve.
- A plébánia épülete 1890-ben épült.
- A római híd építési technikája és anyagának elemzése alapján a római korban készült. Teljes egészében az eredeti formájában maradt fenn. Egyetlen ívének hossza 6,60 méter, magassága 4,70 méter. Valószínűleg Tiberius császár idejében épült, mert az ő korában legionáriusok erődítménye állt itt.
- Beliben fennmaradt néhány glagolita betűkkel írt oklevél is, melyek közül a legjelentősebb II. Gyula pápa egy adománylevele a 16. századból.[2]
- A Banićeva pećina-Čampari régészeti zónában, az azonos nevű erdőben, Petrićevi falu közelében található egy barlang mely a környező területtel együtt őskori régészeti lelőhely.[9] Az ember több történeti koron át lakta ezt a helyet, ahol a paleolitikumból, a mezolitikumból, a kora neolitikumból és a vaskorból származó leletek egyaránt előkerültek.
- Beli központjában egy kétszintes kőépület földszintjén található egy ősi olajprés malom.[10] Az épület nyugati homlokzatán egy korábban hagyományos építőelem ún. „skod” (külső boltozatos kőlépcső) volt. Belül ugyanazok az eszközök voltak melyeket az olajbogyó feldolgozására a tágabb mediterrán térségben használtak. A szájhagyomány és a jelenlegi ismeretek szerint az épületet már a 17. században említik, amikor valószínűleg a Desanti család kezdeményezésére helyezték működésbe.
- A faluban található egy fakókeselyű-védelmi központ.[9]

## Galéria
- Beli látképe
- Beli kikötője
- A római híd
- Házak a ciszternákkal
- A strand
- Beli egyik kis tere